# Национальный центр кино и мультипликации
Национальный центр кино и мультипликации (фр. Centre national du cinéma et de l’image animée) (CNC)— общественное учреждение, имеющее административный характер. Основано в 1946 году, до 2009 года называлось Национальный центр кинематографии (Centre national de la cinématographie). 
Национальный центр кинематографии и анимации (CNC), созданный в соответствии с законом от 25 октября  1946 года, является государственным административным учреждением, подведомственным Министерству культуры Франции.

## Деятельность
Учреждение осуществляет:
- поддержку кинематографии;
- архивирование фильмов;
- выдачу разрешений кинокомпаниям на производство фильмов;
- создание видео и мультимедиа, в том числе видео-игры.

## Кинопроекты
CNC участвовал в съёмке и продвижении некоторых французских фильмов:
- «Париж. Город Zомби» (2018)
- «До свидания там, наверху» (2017)
- «Шоколад» (2016)
- «Франц» (2016)
- «Планетариум» (2016)
- «Дневник горничной» (2015)
- «Молодая кровь» (2015)
- «Эволюция» (2015)
- «Закон рынка» (2015)
- «Зимняя песня» (2015)
- «Астерикс: Земля Богов» (2014)
- «Французский транзит» (2014)
- «Замок в Италии» (2013)
- «Корпорация «Святые моторы»» (2012)
- «Вы еще ничего не видели» (2012)
- «Ренуар. Последняя любовь» (2012)
- «Встречный ветер» (2011)
- «Правдивая история Кота в сапогах» (2009)
- «Океаны» (2009)
- «ЛОЛ» (2008)
- «Луиза-Мишель» (2008)
- «Бобро Поржаловать» (2008)
- «Адвокат террора» (2007)

## Руководство
Руководство учреждением осуществляют:
- Министерство культуры Франции (до 1959 года — Министерство промышленности, ещё более ранее — Министерства информации);
- генеральный директор (в данный момент - Эрик Гарандо);
- административный совет, состоящим из представителей министерства культуры, судей административного суда и представителей трудового коллектива.

## Членство в других организациях
Является членом организации «European Film Promotion».